# Dictyostega

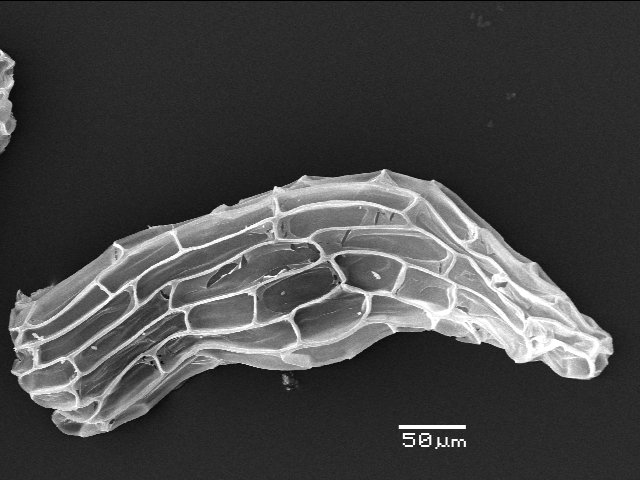
Semilla de D. orobanchoides

Dictyostega es un género monotípico de plantas con flores perteneciente a la familia Burmanniaceae. Su única especie: Dictyostega orobanchoides (Hook.) Miers. Es originaria de América tropical.

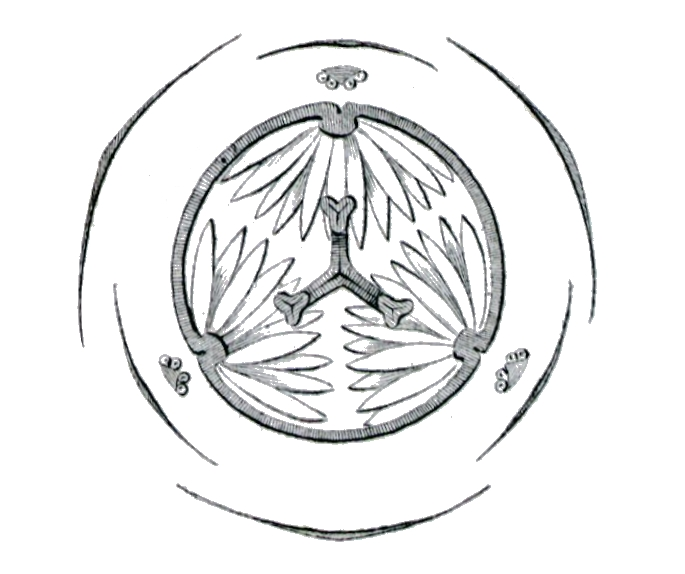
Diagrama de la flor

## Descripción
Son hierbas saprófitas, que alcanzan un tamaño de 10–48 cm de alto; rizoma ligeramente tuberoso; tallos mayormente no ramificados, blancos a blanco-purpúreos. Hojas angostamente ovadas, 1.2–8.5 mm de largo y 0.4–2.5 mm de ancho, ápice agudo a acuminado. Inflorescencia una cima bifurcada, cada cincino con 3–16 flores y 1–8 cm de largo, pedicelos 1–5.2 mm de largo; flores péndulas, tubulares, 1.8–8.5 mm de largo, blancas a blanco-purpúreas o amarillo pálidas; tubo floral 1.4–5.4 mm de largo; tépalos exteriores muy ampliamente angular-ovados a angostamente ovados, 0.4–1.6 mm de largo, márgenes ligeramente involutos, tépalos internos más pequeños que los exteriores; anteras sésiles; estigmas infundibuliformes, ápice del ovario 1-locular, base 3-locular. Cápsula péndula, ampliamente elipsoide a globosa, hasta 3.5 mm de largo y 4 mm de ancho, coronada por el perianto persistente, blanco-purpúrea, dehiscencia longitudinal, las 3 valvas separándose desde el ápice hacia la base, cada una con 1 placenta parietal; semillas angostamente fusiformes, 0.4–0.9 mm de largo y 0.1–0.2 mm de ancho.

## Taxonomía
Dictyostega orobanchoides fue descrita por  (Hook.) Miers y publicado en Proceedings of the Linnean Society of London 1: 61. 1840.
Variedades
- Dictyostega orobanchoides subsp. orobanchoides.
- Dictyostega orobanchoides subsp. parviflora (Benth.) Snelders & Maas, Acta Bot. Neerl. 30: 143 (1981).
- Dictyostega orobanchoides subsp. purdieana (Benth.) Snelders & Maas, Acta Bot. Neerl. 30: 143 (1981).

Sinonimia
- Apteria orobanchoides Hook., Hooker's Icon. Pl. 3: t. 254 (1840).[1]